# Prêmio Fermat
O Prêmio Fermat de pesquisa matemática recompensa trabalhos de pesquisa nos campos em que Pierre de Fermat teve fundamental importância:
- definições em cálculo de variações
- fundamentos da probabilidade e geometria analítica
- teoria dos números.

O espírito norteador do prêmio é focado na recompensa dos resultados de pesquisas acessíveis ao maior número de matemáticos profissionais nas três áreas acima. O Prêmio Fermat foi criado em 1989 e é concedido a cada dois anos em Toulouse pelo Institut de Mathématiques de Toulouse. Foi dotado em 20 000 Euros para a décima primeira edição (2009).

## Agraciados
| Ano  | Recipiente                 | Motivo |
| ---- | -------------------------- | --- |
| 1989 | Abbas Bahri                | "pela introdução de novos métodos no cálculo variacional" |
| 1989 | Kenneth Alan Ribet         | "por suas contribuições à teoria dos números e último teorema de Fermat" |
| 1991 | Jean-Louis Colliot-Thélène | "por seu trabalho sobre teoria dos números e variedades racionais, cuja pesquisa foi realizada em grande parte com Jean-Jacques Sansuc" |
| 1993 | Jean-Michel Coron          | "por suas contribuições para o estudo de problemas variacionais e teoria de controle" |
| 1995 | Andrew Wiles               | "por seus trabalhos sobre a conjectura de Taniyama-Shimura-Weil que resultou na demonstração da prova do último teorema de Fermat" |
| 1997 | Michel Talagrand           | "por suas contribuições fundamentais em vários domínios de probabilidade" |
| 1999 | Fabrice Bethuel            | "por várias contribuições importantes para a teoria do cálculo variacional, que têm consequências na física e na geometria" |
| 1999 | Frédéric Hélein            | "por várias contribuições importantes para a teoria do cálculo variacional, que têm consequências na física e na geometria" |
| 2001 | Richard Taylor             | "por suas várias contribuições para o estudo das ligações entre as representações de Galois e formas automórficas" |
| 2001 | Wendelin Werner            | "por seus trabalhos sobre os expoentes de interseção do movimento browniano e seu impacto na física teórica" |
| 2003 | Luigi Ambrosio             | "por suas contribuições impressionantes para o cálculo variacional e teoria da medida geométrica, e sua ligação com equações diferenciais parciais" |
| 2005 | Pierre Colmez              | "por suas contribuições para o estudo das funções L e representações de Galois p-ádicas " |
| 2005 | Jean-François Le Gall      | "por suas contribuições para a análise precisa dos movimentos brownianos planares, sua invenção da cobra browniana e suas aplicações ao estudo de equações diferenciais parciais não lineares" |
| 2007 | Chandrashekhar Khare       | "por sua prova (com Jean-Pierre Wintenberger) da conjectura da modularidade de Serre na teoria dos números" |
| 2009 | Elon Lindenstrauss         | "por suas contribuições à teoria ergódica e suas aplicações na teoria dos números" |
| 2009 | Cédric Villani             | "por suas contribuições para a teoria do transporte ótimo e seus estudos de equações de evolução não lineares" |
| 2011 | Manjul Bhargava            | "por seu trabalho sobre várias generalizações das estimativas de Davenport-Heilbronn e por seus recentes resultados surpreendentes (com Arul Shankar) sobre a classificação média de curvas elípticas" |
| 2011 | Igor Rodnianski            | "por suas contribuições fundamentais para os estudos das equações da relatividade geral e para a propagação da luz nas curvas de espaço-tempo (em colaboração com Mihalis Dafermos, Sergiu Klainerman e Hans Lindblad)" |
| 2013 | Camillo De Lellis          | "por suas contribuições fundamentais (em colaboração com László Székelyhidi) para a conjectura de Onsager sobre as soluções dissipativas das equações de Euler e por seu trabalho para a regularidade das superfícies mínimas" |
| 2013 | Martin Hairer              | "por suas contribuições para a análise de equações diferenciais parciais estocásticas, especialmente pela regularidade de suas soluções e convergência para o equilíbrio" |
| 2015 | Laure Saint-Raymond        | "pelo desenvolvimento de teorias assintóticas de equações diferenciais parciais, incluindo os limites de fluidos de fluxos rarefeitos, análise multiescala em equações físicas de plasma e modelagem oceânica, e a derivação da equação de Boltzmann a partir de sistemas de partículas em interação" |
| 2015 | Peter Scholze              | "por sua invenção de espaços perfectoides e sua aplicação a problemas fundamentais em geometria algébrica e na teoria das formas automórficas" |
| 2017 | Simon Brendle              | "por seus numerosos e profundos resultados em análise geométrica, envolvendo equações diferenciais parciais de tipo elíptico, parabólico e hiperbólico; em particular por sua elegante prova da conjectura de Lawson, por sua caracterização de soluções de solitons de fluxos de Ricci e curvatura média na dimensão 3 também quanto a suas contribuições notáveis, em colaboração com Gerhard Huisken, para a análise do fluxo de curvatura média de superfícies convexas médias em variedades de dimensão 3" |
| 2017 | Nader Masmoudi             | "por seu notável trabalho de profundidade e criatividade na análise de equações diferenciais parciais não lineares e, em particular, por suas contribuições recentes para a resolução rigorosa e completa dos problemas de estabilidade hidrodinâmica levantados no final do século XIX pelos fundadores da moderna mecânica dos fluidos " |
| 2019 | Alexei Borodin             | "pela invenção da teoria da probabilidade integrável, uma nova área na interface da teoria da representação, combinatória e física estatística" |
| 2019 | Maryna Viazovska           | "por sua solução original do famoso problema de empacotamento de esferas nas dimensões 8 e 24" |
| 2021 | Fernando Codá Marques      | "por grandes avanços obtidos com André Neves nas aplicações geométricas do cálculo das variações" |
| 2021 | Vincent Pilloni            | "por seus resultados notáveis em geometria aritmética em formas modulares p-ádicas, em particular através da introdução e desenvolvimento da teoria de Hida superior" |

## Prêmio Fermat Junior
O Prêmio Fermat Junior é um prêmio concedido a cada dois anos para estudantes que estão no ensino médio ou no ensino superior por contribuições para a matemática. A quantia recebida pelo prêmio é de 2000 euros.